# Rio Halinga
O Rio Halinga é um rio da Romênia, afluente do Sebeş, localizado no distrito de Alba.